# خيار بري
خيار بري أو أخينو قسطيس أو مثانية شائكة هو جنس أحادي النمط في الفصيلة القرعية.. إنه نبات حولي مترامي الأطراف مهده أمريكا الشمالية. ثماره صغيرة القد حمراء اللون ليست مأكولة. ينبت في الأتربة الرملية.